# Zusatzweiterbildung Palliativmedizin
Die Zusatzweiterbildung Palliativmedizin ist eine in der Musterweiterbildungsordnung der deutschen Bundesärztekammer von 2018 (MWBO) aufgeführte Zusatz-Weiterbildung im Bereich Palliativmedizin für Fachärzte in einem Gebiet der unmittelbaren Patientenversorgung.

## Definition
Die Zusatz-Weiterbildung Palliativmedizin umfasst in Ergänzung zu einer Facharztkompetenz die Behandlung und Begleitung von Patienten mit einer unheilbaren, fortgeschrittenen und fortschreitenden Erkrankung mit dem Ziel, unter Einbeziehung des sozialen Umfelds und unter Berücksichtigung der individuellen psychischen und spirituellen Situation die Lebensqualität dieser Patienten bestmöglich positiv zu beeinflussen.

## Mindestanforderung
Um die Bezeichnung Palliativmedizin führen zu dürfen, müssen Ärztinnen und Ärzte
- über die Facharztanerkennung in einem Gebiet der unmittelbaren Patientenversorgung verfügen und
- einen Weiterbildungskurs in Palliativmedizin mit einem Umfang von 40 Stunden absolviert haben[2] und
- an Fallseminaren unter Supervision mit einem Umfang von 120 Stunden teilgenommen haben (die Fallseminare können durch 6 Monate Weiterbildung an anerkannten Weiterbildungsstätten ersetzt werden) sowie
- über Kenntnisse, Erfahrungen und Fertigkeiten in Palliativmedizin gemäß den in der Weiterbildungsordnung festgelegten Weiterbildungsinhalten verfügen.

Bei der Anmeldung zur Weiterbildungsprüfung müssen der zuständigen Ärztekammer  sämtliche Nachweise über die erfüllten Mindestanforderungen vorgelegt werden. Dazu gehören auch die Logbuch-Dokumentationen über alle durch die MWBO vorgegebenen Inhalte der Weiterbildung.

## Inhalte der Weiterbildung
Bei der Weiterbildungsprüfung muss man darlegen können, dass man Kenntnisse, Erfahrungen und Fertigkeiten unter anderem in folgenden Bereichen erlangt hat:
- Grundprinzipien der Palliativversorgung
- Einbeziehung und Unterstützung der Angehörigen
- Besonderheiten der pädiatrischen und geriatrischen Palliativversorgung
- Krankheit, Sterben, Tod und Trauer in verschiedenen Kulturen und Religionen
- Grundlagen der symptomorientierten Behandlung
- Symptomlinderung und Behandlung palliativmedizinischer Krankheitsbilder.

Die Inhalte der Musterweiterbildungsordnung sind allerdings nur eine Empfehlung für die rechtsverbindlichen Weiterbildungsordnungen der Landesärztekammern, die hiervon abweichende Regelungen treffen können.